# Elogio
Elogio é o enaltecimento de uma qualidade ou virtude de algo ou alguém. É uma ferramenta educacional utilizada também para motivar outras pessoas, aumentar sua autoestima ou corrigir um defeito. No âmbito empresarial, o elogio é a ação que reconhece, de modo não financeiro, formal e geralmente publicamente, desempenho e atos de destaque da pessoa e/ou grupo de trabalho.